# Rostuša
Rostuša (makedonsky: Ростуша) je vesnice v Severní Makedonii. Je sídlem opštiny Mavrovo a Rostuša, která se nachází v Položském regionu. 

## Historie
Ve středověku byla vesnice známá pod názvem Radostuša. 
V letech 1929–1941 byla Rostuša součástí Vardarské bánoviny, spadající pod Jugoslávské království. 
Nedaleko vesnice má své sídlo klášter svatého Jovana Bigorskeho, spadající pod Makedonskou pravoslavnou církev. 

## Demografie
Rostuša byla tradičně osídlena makedonskými pravoslavími a muslimy (Torbeš). 
Podle sčítání lidu z roku 2002 má vesnice 872 obyvatel. Etnickými skupinami jsou:
- Makedonci – 397
- Turci – 427
- Albánci – 41
- Bosňáci – 2
- ostatní – 5